# Vaux-en-Dieulet
Vaux-en-Dieulet é uma comuna francesa na região administrativa de Grande Leste, no departamento das Ardenas. Estende-se por uma área de 11,03 km². Em 2010 a comuna tinha 55 habitantes (densidade: 5 hab./km²).